# Factor de planta

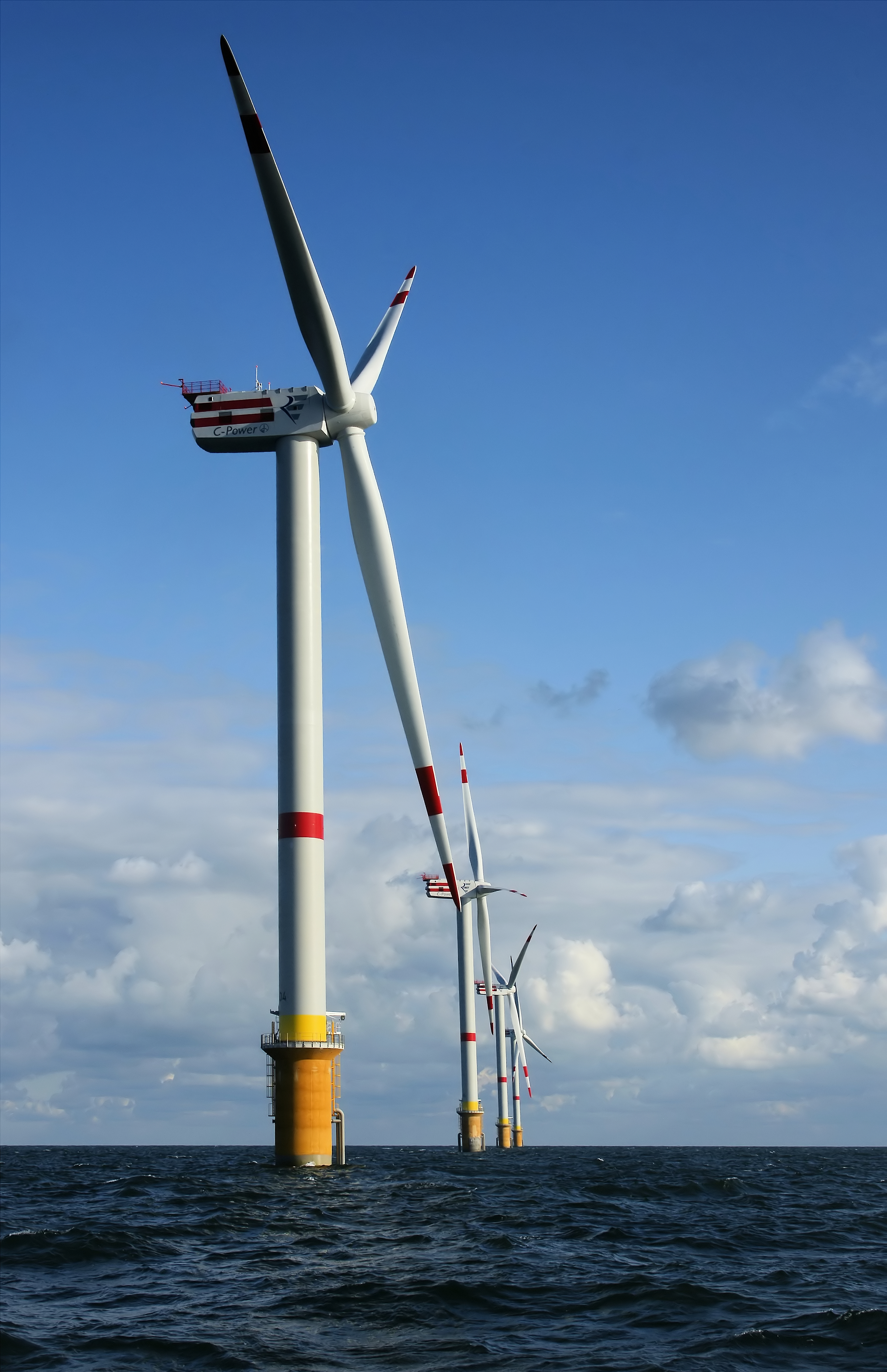
Parque eólico de Thorntonbank en la costa belga, mar del Norte. El factor de planta de los parques eólicos varía entre el 20 y 40%.

El factor de planta (también llamado factor de capacidad) de una central eléctrica es el cociente entre la energía real generada por la central eléctrica durante un período (generalmente anual) y la energía generada si hubiera trabajado a plena carga durante ese mismo período, conforme a los valores nominales de las placas de identificación de los equipos. Es una indicación de la utilización de la capacidad de la planta en el tiempo.
Los factores de planta o factores de capacidad varían considerablemente dependiendo del tipo de combustible que se utilice y del diseño de la planta. El factor de planta no se debe confundir con el factor de disponibilidad o con eficiencia.

## Ejemplo
Una central eléctrica de carga baja con una capacidad de 1000 MW produjo 648.000 (megavatio-horas) en un mes de 30 días. El número de (megavatio-horas) que habrían podido ser producidas con la planta a plena capacidad y con un factor de disponibilidad del 100 % puede ser determinado multiplicando la capacidad máxima por el número de horas en el trabajo. Es decir; 1000 (MW) X 30 (días) X 24 (horas/día) es 720.000 (megavatio-horas). El factor de capacidad es determinado dividiendo la salida real con la salida posible máxima (648.000 MWh/720.000 MWh). En este caso, el factor de capacidad es 0,9 (el 90%).

## Causas de reducción del factor de planta
En la práctica, el factor de planta nunca es 100%. Se ve disminuido por: 
- Las operaciones de mantenimiento, los fallos más o menos largos de equipamientos, etc.
- La ausencia de demanda de electricidad que obliga a los administradores de red a disminuir o parar la producción en algunas unidades.
- La intermitencia o irregularidad de la fuente de energía como es, por ejemplo, el caso de la energía solar o la energía eólica, respectivamente.
- Las pérdidas debidas a equipos eléctricos como inversores, líneas de transmisión internas, etc. Otras pérdidas debidas por ejemplo a sombras en el caso de energía solar. los de energías renovables

## Factores de planta típicos
- Parque eólico: 10-40%.
- Panel fotovoltaico: 10-30%.
- Central hidroeléctrica: 60%.
- Central nuclear: 60%-98%.
- Central termoeléctrica a carbón: 70-90%.
- Central de ciclo combinado: 60%